# Mtibwa
Mtibwa è una circoscrizione mista (mixed ward) della Tanzania situata nel distretto di Mvomero, regione di Morogoro. Conta una popolazione di 31 382 abitanti (censimento 2012).